# 第10裝甲師 (德國聯邦國防軍)
第10裝甲師是德國聯邦國防軍陸軍的一支裝甲師，擅長低強度戰爭。該師的師部及參謀部皆位於西格馬林根。

## 歷史

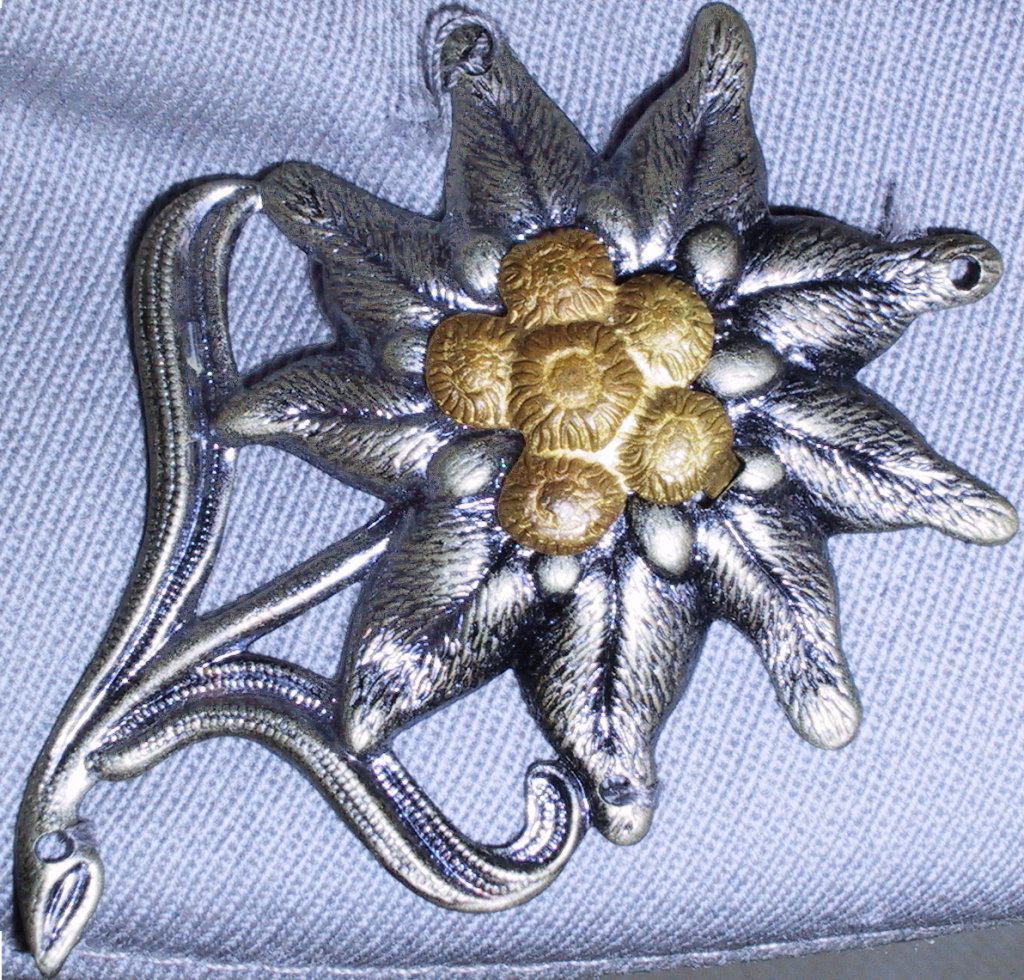
德國山地獵兵的象徵：高山火絨草。

第10裝甲師成立於1959年。該師原先僅包含裝甲單位，但現在亦編有山地獵兵部隊。因此，高山火絨草臂章亦成為該師的象徵紋章。第10裝甲師是德國兩個駐歐洲軍團中的永久單位之一，另一單位則為2006年以前直屬於該師的德法混合旅。
1993年後，該師廣泛參與了許多海外部署行動：1993年至1994年間派駐索馬利亞、1995年至1996年間則派駐波士尼亞赫塞哥維納，直至1998年部署才結束。1997年，該師更參與了聯邦國防軍自成軍以來首次戰鬥任務（蜻蜓行動）。2000年，第10裝甲師部署了超過8000名人員至巴爾幹半島。2002年至2003年間，該師亦參與了巴爾幹半島及阿富汗境內許多不同的派駐任務。
第10裝甲師的編號（10. Panzerdivision）及其總部的名稱（Graf-Stauffenberg-Kaserne，直譯為史陶芬堡伯爵營房）是為了紀念曾於1939年至1943年間服役於德意志國防軍第10裝甲師、後因參與德國抵抗運動及7月20日密謀案而遭到納粹政權殺害的成員。

## 組織架構

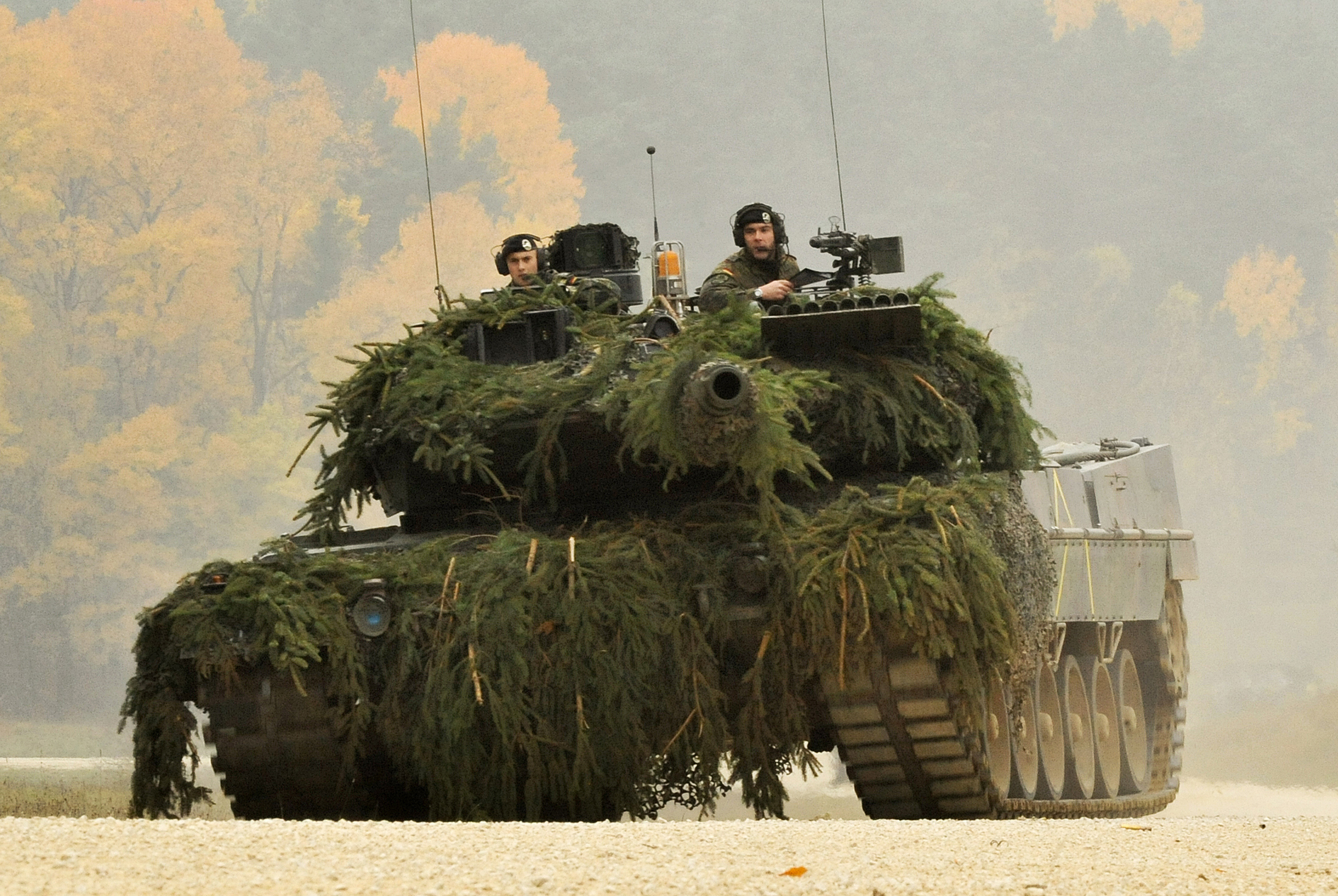
隸屬第104裝甲營的豹2A5主力戰車。

- 第10裝甲師，位於法伊茨赫希海姆
  -  第10裝甲師參謀本部及通信連，位於法伊茨赫希海姆
  -  第131炮兵營（Artilleriebataillon 131），位於魏登，配有16門PzH 2000 155毫米自走榴彈炮、8輛M270多管火箭系統、KZO無人機以及2套COBRA反制炮擊雷達
  -  第345炮兵教導營（Artillerielehrbataillon 345），位於伊達爾-奧伯施泰因，配有24門PzH 2000 155毫米自走榴彈炮、8輛M270多管火箭系統、KZO無人機以及2套COBRA反制炮擊雷達
  -  第12裝甲旅（Panzerbrigade 12），位於卡姆
    -  第12裝甲旅參謀本部及通信連，位於卡姆
    -  第8偵察營（Aufklärungsbataillon 8），位於弗赖翁
    -  第8山地裝甲營（Gebirgspanzerbataillon 8），位於普夫赖姆德，配有44輛豹2A6主力戰車 
    -  第104裝甲營（Panzerbataillon 104），位於普夫赖姆德，配有44輛豹2A6主力戰車
    -  第112裝甲擲彈兵營（Panzergrenadierbataillon 112），位於雷根
    -  第122裝甲擲彈兵營（Panzergrenadierbataillon 122），位於上菲希塔赫
    -  第4裝甲工兵營（Panzerpionierbataillon 4），位於博根
    -  第4補給營（Versorgungsbataillon 4），位於羅丁

  -  第23山地獵兵旅（Gebirgsjägerbrigade 23），位於巴特赖兴哈尔
    -  第23山地獵兵旅參謀本部及通信連，位於巴特賴興哈爾
    -  第230山地偵察營（Gebirgsaufklärungsbataillon 230），位於菲森
    -  第231山地獵兵營（Gebirgsjägerbataillon 231），位於巴特賴興哈爾
    -  第232山地獵兵營（Gebirgsjägerbataillon 232），位於比绍夫斯维森
    -  第233山地獵兵營（Gebirgsjägerbataillon 233），位於米滕瓦尔德
    -  第8山地工兵營（Gebirgspionierbataillon 8），位於英戈尔施塔特 
    -  第8山地補給營（Gebirgsversorgungsbataillon 8），位於菲森 
    -  第230山地運輸馱獸訓練中心（Einsatz- und Ausbildungszentrum für Gebirgstragtierwesen 230），位於巴特賴興哈爾

  -  第37裝甲擲彈兵旅（Panzergrenadierbrigade 37) ，位於弗蘭肯貝格
    -  第37裝甲擲彈兵旅參謀本部及通信連，位於弗蘭肯貝格
    -  第13偵察營（Aufklärungsbataillon 13），位於哥達
    -  第371裝甲擲彈兵營（Panzergrenadierbataillon 371），位於馬林貝格
    -  第391裝甲擲彈兵營（Panzergrenadierbataillon 391），位於巴特薩爾聰根
    -  第393裝甲營（Panzerbataillon 393），位於巴特弗蘭肯豪森
    -  第701裝甲工兵營（Panzerpionierbataillon 701），位於格拉
    -  第131補給營（Versorgungsbataillon 131），位於巴特弗蘭肯豪森

## 註記
1. ↑  . Heer.   [2013-01-21]. （原始内容存档于2013-05-26）.

## 外部連結
- 第10裝甲師 （页面存档备份，存于）官方網站